# Ваньсяотан хуачжуань
«Ваньсяотан [Чжучжуан] хуачжуань» — «Иллюстрированные биографии [Чжучжуана] из зала „Старческого смеха”» (кит. трад. 《晩笑堂[竹荘]畫傳》, упр. 《晚笑堂[竹庄]画传》, пиньинь «Wǎnxiàotáng [Zhúzhuāng] huàchuán», Wade-Giles: «Wan hsiao tang [Chu chuang] Hua chuan», EFEO: «Wan siao t’ang [tchou tchouang] houa tchouan») — сборник  китайского художника Шангуань Чжоу (кит. трад. 上官周, пиньинь Shàngguān Zhōu, W.-G.: Shang-kuan Chou), по прозванию Чжучжуан (кит. трад. 竹庄, пиньинь Zhuzhuang, W.-G.: Chu-chuang), — изданный в 1743 году.
Напечатан 79-летним художником в Гуаньдуне — с намерением, как сказано в предисловии, на закате жизни запечатлеть для потомков образы выдающихся людей прошлых эпох.
В сборнике 120 портретов знаменитых персонажей, с биографическими комментариями, — от Хань до Мин. «Люди Минской эпохи», — вторая «часть» сборника.
Рисунки «Ваньсяотана»  объединяет единый художественный стиль и авторская концепция. Шангуань Чжоу, «самодеятельный» цинский художник, вероятно был знаком с западной живописной традицией и книжной иллюстрацией. Помимо очевидных художественных достоинств, портреты, по общему признанию, выполнены с возможно тщательной исторической достоверностью.
Имя (личная печать) талантливого мастера (или группы граверов), выполнивших резные клише (доски) для ксилографического издания по рисункам Шангуань Чжоу, — неизвестны.
Сборник неоднократно переиздавался, — высоко ценился разными поколениями интеллектуалов (в частности, в Китае XX века заслужил неоднократные похвалы Лу Синя).
Получил широкую известность в эпоху Эдо в Японии  — оказав влияние на Кикути Ёсая и его знаменитый «Дзэнкэн Кодзицу» (яп. 前賢故実, «Обыкновения мудрецов старых времён», 1818—1868, собрание 500 монохромных портретов героев японской истории).
Иллюстрации из «Ваньсяотан хуачжуань» часто служат наглядным материалом по истории и культуре Китая.

## Портреты
| Лю Бан, 汉高祖，刘邦         | Сян Юй, 西楚霸王，项羽      | Юй Цзи, 虞姬            | Чжан Лян, 张良      | Хань Синь, 韩信      |
| Чуньюй Ти-ин, 齐太仓女，缇萦 | Дунфан Шо, 东方朔           | Сыма Цянь, 司马迁       | Су У, 苏武          | Бань-цзеюй, 班婕妤   |
| Янь Гуан, 嚴光               | Бань Гу, 班固               | Цзян Ши-ци, 姜诗妻      | Пан Дэгун, 庞德公   | Бань Чжао, 班昭      |
| Чжугэ Лян, 诸葛亮            | Се Ань, 谢安                | Ван Сичжи, 王羲之       | Гу Кайчжи, 顾恺之   | Хуэйюань, 慧远       |
| Ди Жэньцзе, 狄仁杰           | Чжан Цзюлин, 张九龄         | Сыма Чэнчжэнь, 司马承祯 | Чжан Сюнь, 张巡     | Янь Гаоцин, 颜杲卿   |
| Янь Чжэньцин, 颜真卿         | Го Цзыи, 郭子仪             | Ди Цин, 狄青            | Цай Сян, 蔡襄       | Сыма Гуан, 司马光    |
| Лю Аньши, 刘安世             | Хуан Тинцзянь, 黄庭坚       | Ли Ган, 李纲            | Юэ Фэй, 岳飞        | Вэнь Тяньсян, 文天祥 |
| Юй Цянь, 于谦                | Ван Шоужэнь (Янмин), 王守仁 | Ян Цзишэн, 杨继盛       | Тао Юаньмин, 陶渊明 | Су Хуэй, 蘇蕙        |

### Знаменитости династии Тан
| Ван Бо, 王勃     | Ян Цзюн, 杨炯 | Лу Чжаолинь, 卢照邻 | Ло Биньван, 骆宾王   | Мэн Хаожань, 孟浩然 | Ван Вэй, 王维    |
| Ли Бо, 李白      | Ду Фу, 杜甫   | Лю Чанцин, 刘长卿   | Лю Юйси, 刘禹锡      | Ли Хэ, 李贺         | Юань Чжэнь, 元稹 |
| Бо Цзюйи, 白居易 | Ду Му, 杜牧   | Ли Шанъинь, 李商隐  | Вэнь Тинъюнь, 温庭筠 | Хань Юй, 韩愈       |                  |

### Знаменитости династии Сун
| Лю Цзунъюань, 柳宗元 | Оуян Сю, 欧阳修    | Су Сюнь, 苏洵 | Су Ши, 苏轼  | Су Чжэ, 苏辙    | Цзэн Гун, 曾巩     |
| Ван Аньши, 王安石    | Чжоу Дуньи, 周敦颐 | Чэн Хао, 程颢 | Чэн И, 程颐  | Чжан Цзай, 张载 | Шао Юн, 邵雍       |
| Ян Ши, 杨时          | Ло Цунъянь, 罗从彦 | Ли Тун, 李侗  | Чжу Си, 朱熹 | Чжан Ши, 张栻   | Лу Цзююань, 陸九淵 |
| Чжэнь Дэсю, 真德秀   |                    |               |              |                 |                    |

### Знаменитости Мин
| Ма-хуанхоу, 马皇后      | Сюй Да, 中山王徐达                    | Чан Юйчунь, 开平王常遇春      | Дэн Юй, 宁河王邓愈         | Ли Вэньчжун, 歧阳王李文忠 | Тан Хэ, 东瓯王汤和             |
| Му Ин, 黔宁王沐英       | Ли Шаньчжан, 韩国公李善长             | Фу Юдэ, 颗国公傅友德          | Лю Цзи, 诚意伯刘基         | Го Ин, 营国公郭英         | Чжан Чжун (даос), 铁冠道人张中 |
| Ху Дахай, 越国公胡大海  | Сун Лянь, 翰林学士宋濂                | Ляо Юнчжун, 德庆侯廖永忠      | Лэн Цянь, 协律郎冷谦       | Лу Чжунхэн, 吉安侯陆仲亨  | Фэн Шэн, 宋国公冯胜            |
| Дин Пулан, 济阳侯丁普郎 | Тао Ань, 姑熟郡公陶安                 | Дин Дэсин, 济国公丁德兴       | У Лян, 江国公吴良          | Чжоу Дянь, 周颠           | Юй Тунхай, 虢国公愈通海        |
| Е Чэнь, 南阳郡侯叶琛    | Хуа Юнь, 东丘郡侯花云有后             | Хань Чэн (?—1363), 高成侯韩成 | Фэн Гоюн, 郢国公冯国用     | Чжоу Дэсин, 江夏侯周德兴  | Ван И (историк), 翰林学士王祎  |
| Сюэ Сянь, 永国公薛显    | Чжан Дэшэн (полководец), 蔡国公张德胜 | Цай Цянь, 安远侯蔡迁          | Чжан И, 御史中丞章溢       | Гэн Цзайчэн, 泗国公耿再成 | Кан Маоцай, 薪国公康茂才       |
| Го Цзысин, 陕国公郭子兴 | Cунь Янь (1323—1362), 丹阳侯男孙炎    | Чжао Дэшэн, 梁国公趙德勝      | Xань Икэ, 右副都御史韩宜可 | У Фу, 黔国公吴复          | Хуа Юньлун, 淮安侯华云龙       |
| Пу Чжэнь, 乐浪公濮真    | Го Дэчэн, 骁骑舍人郭德成              |                               |                            |                           |                                |

## Публикации
- [Shangguan, Zhou] 晚笑堂画傳 Wan xiao tang hua zhuan / [Shangguan Zhou hua]. [: Photoreprint ed.] — Beijing : Ren min mei shu chu ban she, 1959. — 6, 241 p. : ill. ; 25 cm.
- [Shangguan, Zhou] 晚笑堂畫傳 Wan xiao tang hua zhuan / Shangguan Zhou bian hui. — [Peking] : Beijing shi Zhongguo shu dian [ Чжунго шудянь[кит.]]. 1984. — 1 v. (various pagings) : ill. ; 26 cm
- [Shangguan, Zhou] 晚笑堂画传图 Wan xiao tang hua zhuan tu / [Shangguan Zhou hui]. — Shanghai : Shanghai shu hua chu ban she : 1987. — 76 p : all ill. ; 26 cm.
- [Shangguan, Zhou] 晚笑堂明太祖功臣图 / 本社编 Wan xiao tang Ming Taizu gong chen tu / ben she bian. — Шанхай : 上海书画出版社 Shanghai shu hua chu ban she, 1987. — 44 p. : ill. ; 26 cm.
- [Shangguan, Zhou] 上官周. 晚笑堂画传. — [Пекин] : 中国书店 [ Чжунго шудянь[кит.], Zhōngguó Shūdiàn ], 1994. — ISBN 9787805685427